# Episodi di Night Stalker
I primi sei episodi della prima e unica stagione della serie televisiva Night Stalker sono stati trasmessi negli Stati Uniti dal 29 settembre al 10 novembre 2005 su ABC, il settimo episodio è stato successivamente reso disponibile per il download su iTunes, mentre i restanti tre episodi sono stati trasmessi dal 7 febbraio al 17 marzo 2006 sempre su iTunes.
In Italia è andata in onda in prima visione dal 28 febbraio al 2 maggio 2006 sul canale satellitare Fox, con la trasmissione di tutti gli episodi e replicata successivamente a distanza anche da Steel. In chiaro viene trasmessa per la prima volta dal 16 agosto 2012 al 14 settembre 2012 su Giallo.
Gli ultimi due episodi, Ascendant e The M Word, sono stati sceneggiati ma non sono mai stati prodotti.
| nº | Titolo originale                 | Titolo italiano        | Prima TV USA      | Prima TV Italia  |
| -- | -------------------------------- | ---------------------- | ----------------- | ---------------- |
| 1  | Pilot                            | Creature della notte   | 29 settembre 2005 | 28 febbraio 2006 |
| 2  | The Five People You Meet in Hell | Possessione diabolica  | 6 ottobre 2005    | 7 marzo 2006     |
| 3  | Three                            | La setta dei tre       | 13 ottobre 2005   | 14 marzo 2006    |
| 4  | Burning Man                      | Il fuoco dell’inferno  | 20 ottobre 2005   | 21 marzo 2006    |
| 5  | Malum                            | Malum                  | 27 ottobre 2005   | 28 marzo 2006    |
| 6  | The Source                       | La fonte               | 10 novembre 2005  | 4 aprile 2006    |
| 7  | The Sea                          | Il mare                | 17 novembre 2005  | 11 aprile 2006   |
| 8  | Into Night                       | Mutazioni              | 7 febbraio 2006   | 18 aprile 2006   |
| 9  | Timeless                         | Confini temporali      | 7 febbraio 2006   | 25 aprile 2006   |
| 10 | What's the Frequency, Kolchak    | Il codice della follia | 17 marzo 2006     | 2 maggio 2006    |
| 11 | Ascendant                        | mai prodotto           |                   |                  |
| 12 | The M Word                       | mai prodotto           |                   |                  |